# Manghisi
Il fiume Manghisi è situato all'interno della prima parte della Riserva naturale orientata Cavagrande del Cassibile. Nasce dalla sorgente di Feudo Baulì (o Bauly), a 3 km da Palazzolo Acreide e sviluppa il suo percorso al confine tra Noto e Avola. A valle prende le acque di tre affluenti: Cava Manghisi, Cava Mazzone-Celso-S. Marco-Putrisino e Cava Testa dell'acqua-Buongiorno. Successivamente il fiume entra in una sorta di strozzatura, ricompare in seguito con il nome di fiume Cassibile.
Nel fiume Manghisi è stata posta la stazione idrometrica del Cassibile. Il Manghisi dà inoltre il suo nome all'omonima «cava» iblea (ovvero una gola) dal grande valore naturalistico.